# 数据科学家
數據科學家這個職位的頭銜則是1997年吴建福的报告《Statistics = Data Science?》中首次提及的，他認為數據科學家就是能夠從大型數據集中析取出數據，並进行统计推断的统计学家。
2009 年 1 月，數位化數據跨機構工作組發表了一份名為《駕馭科學與社會數字化數據之力》的報告，Sadkowsky 從中了解到「數據科學家」這個詞，認為該詞是自己所從事工作的最好描述。
数据科学家被《哈佛商業評論》称为《二十一世纪最性感的职业》後，數據科學逐漸成為一個時髦術語（英語：Buzzword)。
数据科学家在美欧的需求巨大，麥肯錫公司宣布全世界上此职业人才短缺超过二十万工人。《The Data Incubator》国际企业，在硅谷和纽约等地成立，提供国际大数据和数据科学培训服务。

## 注
1. ↑  .   [2019-12-27]. （原始内容存档于2017-06-14）.
2. ↑  .   [2019-12-27]. （原始内容存档于2017-06-19）.